# Баньйоло-Мелла
Баньйоло-Мелла (італ. Bagnolo Mella, п'єм. Bagnolo Mella) — муніципалітет в Італії, у регіоні Ломбардія, провінція Брешія.
Баньйоло-Мелла розташоване на відстані близько 440 км на північний захід від Рима, 80 км на схід від Мілана, 11 км на південний захід від Брешії.
Населення — 12 829 осіб (2014).
Щорічний фестиваль відбувається 2 липня. Покровитель — Ss Processo e Martiniano.

## Демографія
Населення за роками:

Станом на 1 січня 2023 року в муніципалітеті офіційно проживали 1654 іноземці з 55 країн, серед них 217 громадян країн Євросоюзу та 52 громадяни України.

## Міста-побратими
- Брі-Конт-Робер, Франція
- Штадтберген, Німеччина

## Уродженці
- Еудженіо Коріні (*1970) — відомий у минулому італійський футболіст, півзахисник, згодом — футбольний тренер.

## Сусідні муніципалітети
- Капріано-дель-Колле
- Делло
- Геді
- Лено
- Манербіо
- Монтіроне
- Оффлага
- Понкарале